# Sisyrinchium bellum
Sisyrinchium bellum är en irisväxtart som beskrevs av Sereno Watson. Sisyrinchium bellum ingår i släktet gräsliljor, och familjen irisväxter. Inga underarter finns listade i Catalogue of Life.

## Bildgalleri

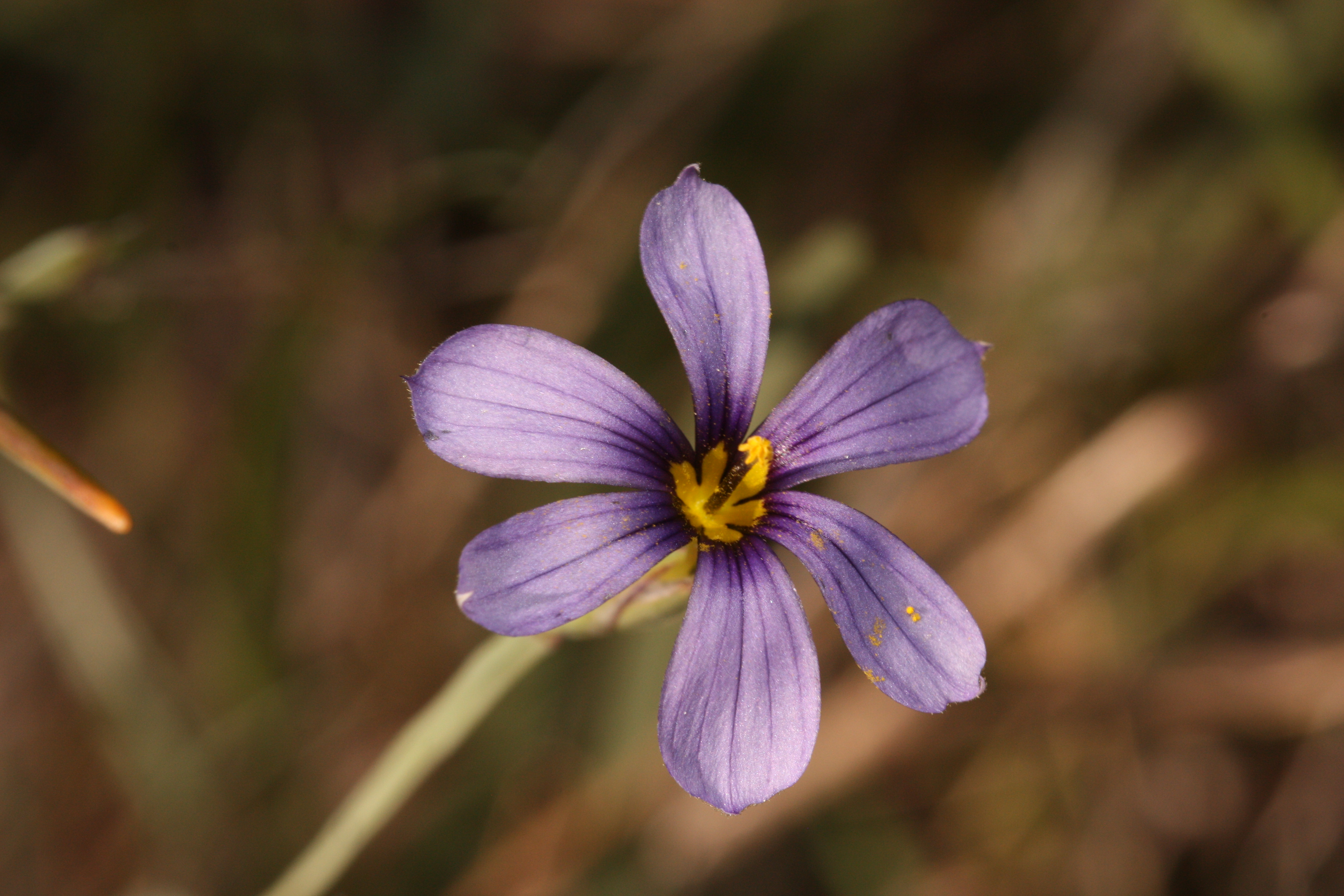
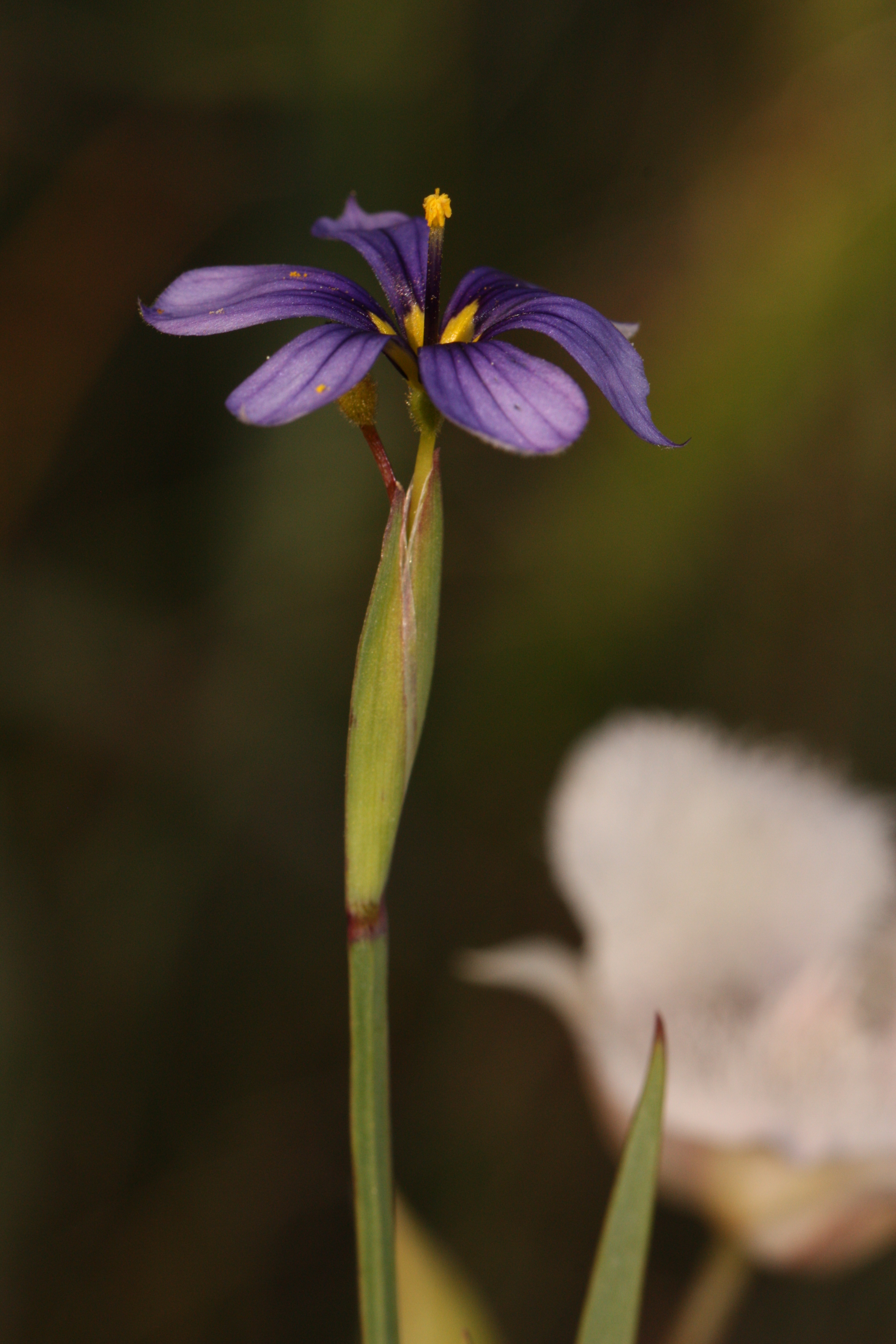
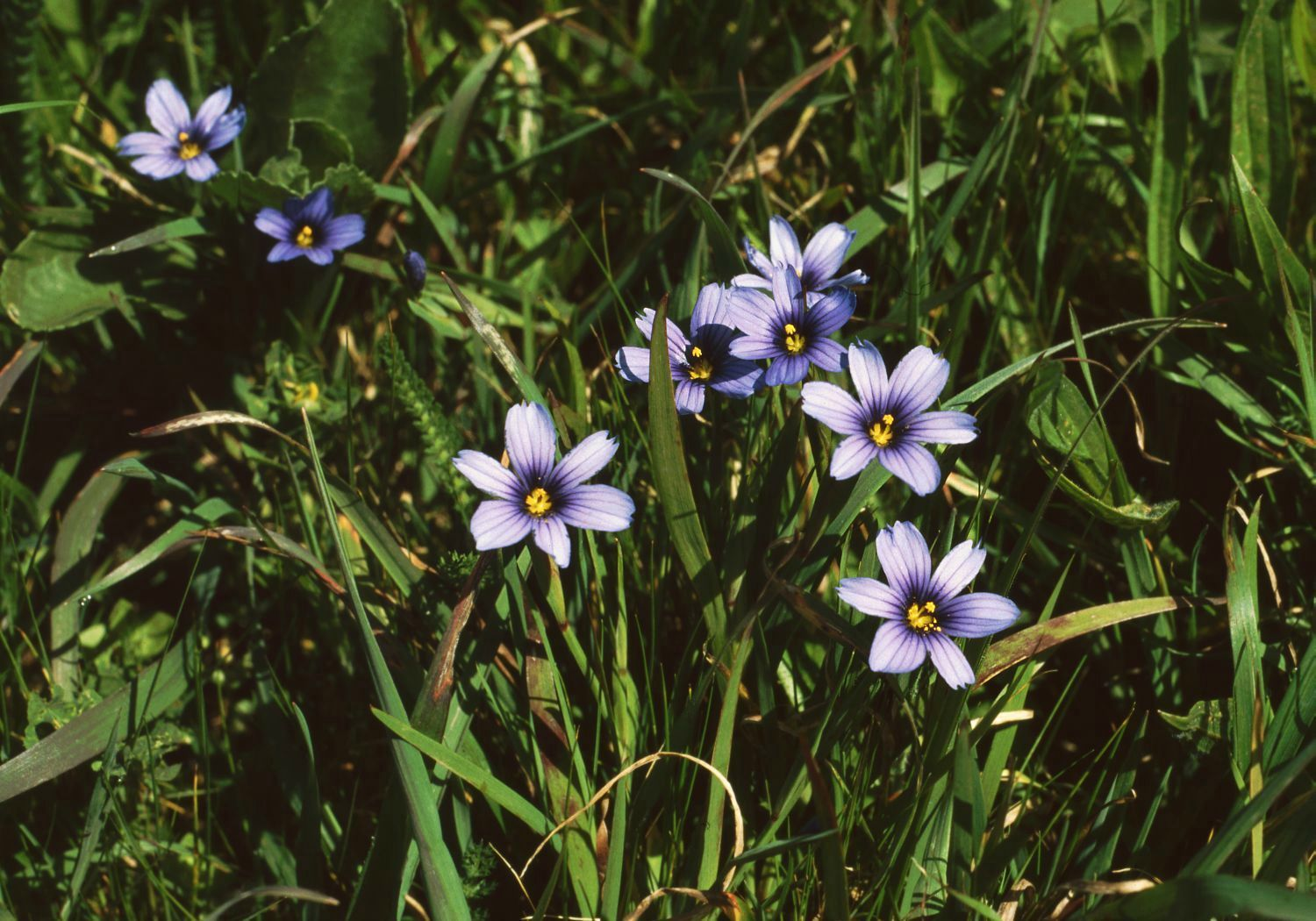
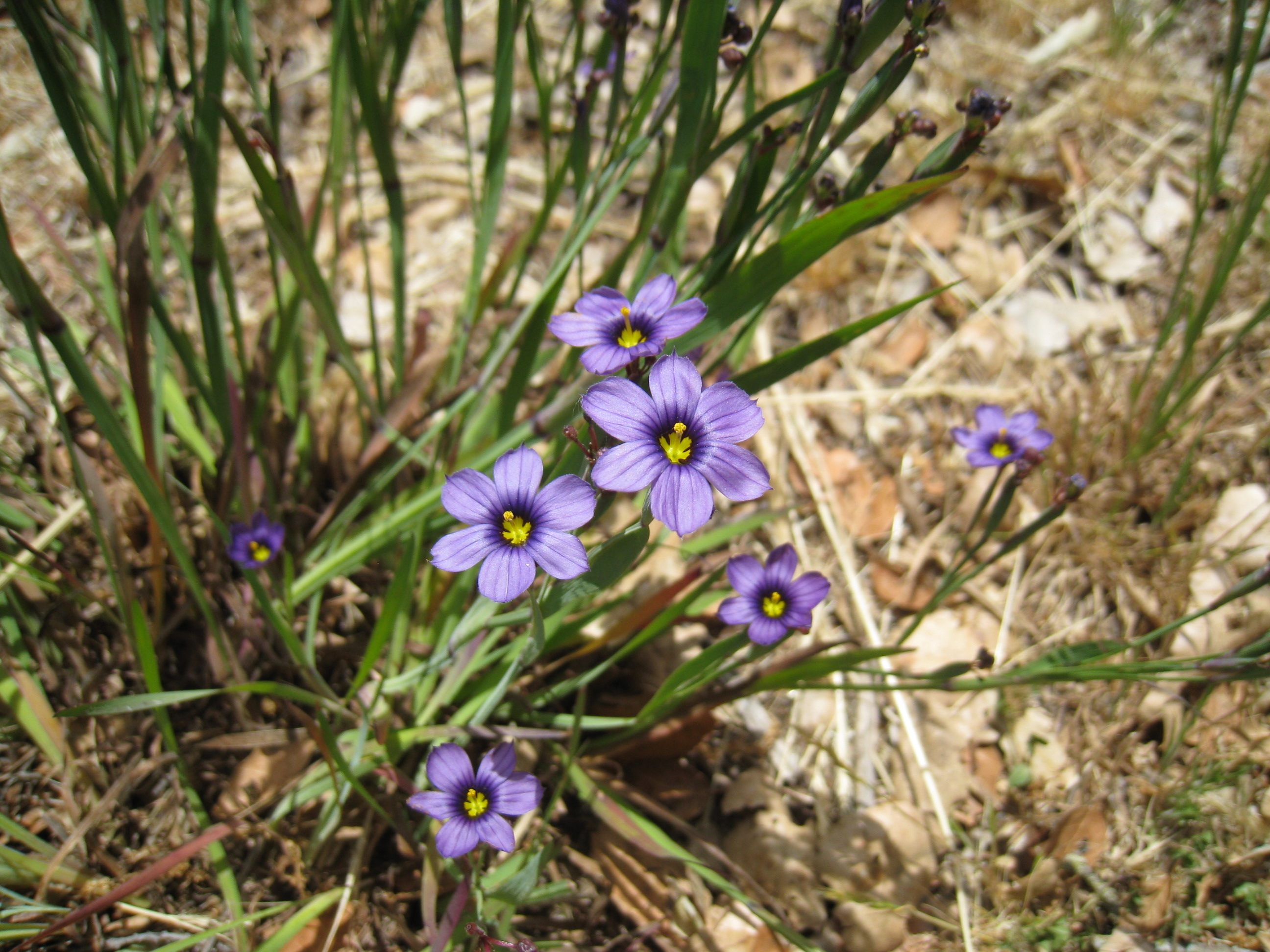
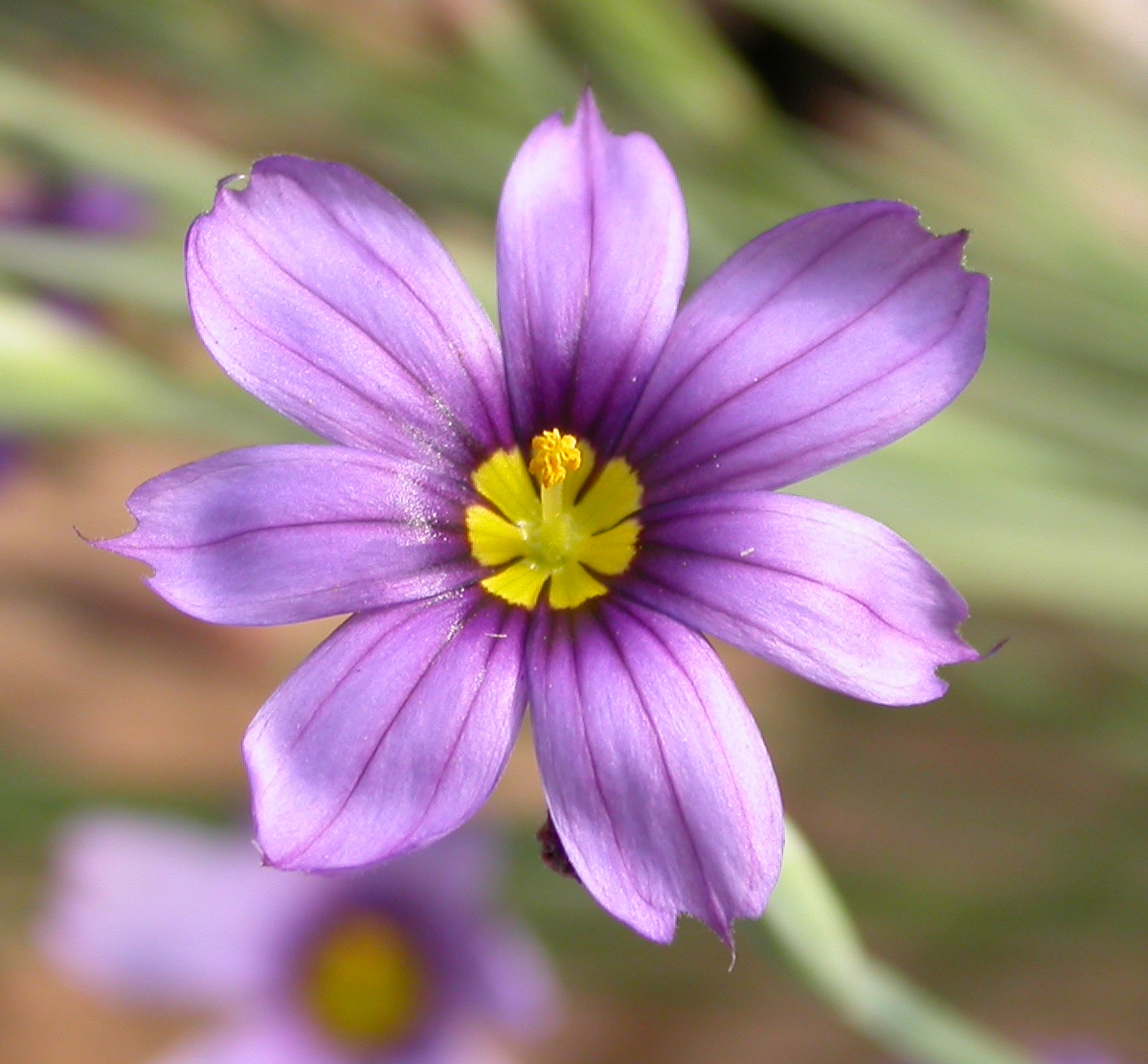
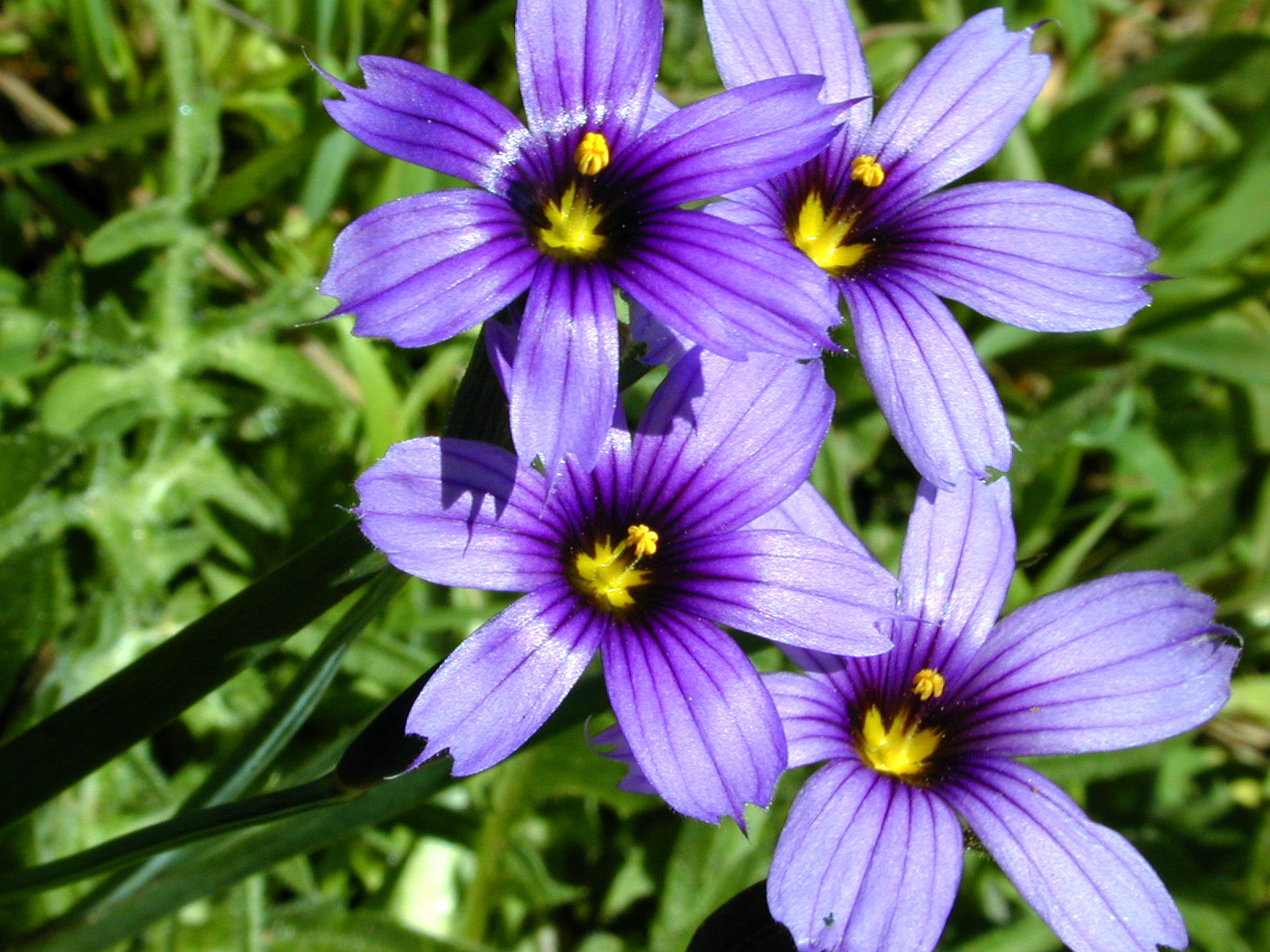